# Grand Prix de Denain 1959
La 1re édition du Grand Prix de Denain a eu lieu le 31 mars 1959. Elle a été remportée par l'Irlandais Seamus Elliott.

## Classement final
Seamus Elliott remporte la course en parcourant les 150 kilomètres en 4 h 2 à la vitesse moyenne de 37,190 km/h.
| Classement final, | Classement final, | Classement final, | Classement final, | Classement final, |
|                   | Coureur           | Pays              | Équipe            | Temps             |
| ----------------- | ----------------- | ----------------- | ----------------- | ----------------- |
| 1er               | Seamus Elliott    | Irlande           | Helyett-Fynsec    | en 4 h 2 min 0 s  |
| 2e                | Marcel Beckaert   | Belgique          |                   | + 30 s            |
| 3e                | Jean Stablinski   | France            | Helyett-Fynsec    | + 4 min 2 s       |
| modifier          |                   |                   |                   |                   |